# Ouaoula
Ouaoula är en ort i Marocko.   Den ligger i provinsen Azilal och regionen Béni Mellal-Khénifra, 240 km söder om huvudstaden Rabat.